# 十津川警察署
十津川警察署（とつかわけいさつしょ）は、奈良県警察にかつて存在した警察署の一つである。

## 所在地
- 奈良県吉野郡十津川村小原225-1

## 管轄区域
- 吉野郡十津川村

## 沿革
- 1869年（明治2年）11月 - 折立に兵部省出張所が設置される[1]。
- 1881年（明治14年）2月 - 川津に五條警察署十津川分署が設置される[1]。
- 1926年（大正15年）7月 - 何度かの改称を経て十津川警察署となる[1]。当時の庁舎所在地は十津川村小森。
- 1948年（昭和23年）11月 - 庁舎を十津川村小原に移転する[1]。
- 2008年（平成20年）3月10日：五條警察署に統合。現庁舎は五條警察署分庁舎（十津川警察庁舎）となる[2]。

## 駐在所
（ ）の中は所在地

### 駐在所
- 上野地駐在所（十津川村上野地）
- 風屋駐在所（十津川村風屋）
- 重里駐在所（十津川村重里）
- 折立駐在所（十津川村折立）
- 瀞駐在所（十津川村神下）
- 平谷駐在所（十津川村平谷）